# Nicolas Vieille
Nicolas Vieille est un mathématicien et économiste français, qui s'intéresse à la théorie des jeux et à la théorie des probabilités. Il est Professeur de sciences économiques à l'École des hautes études commerciales de Paris (HEC) à Paris.

## Carrière
Nicolas Vieille est ancien élève de l'École normale supérieure. Il obtient son doctorat en 1992 sous la direction de Sylvain Sorin à l'Université Pierre-et-Marie-Curie avec une thèse intitulée Contribution à la théorie des jeux répétés. Il est professeur à HEC depuis 2001.
Il est éditeur associé du journal Mathematics of Operations Research (en),  éditeur adjoint des journaux Games and Economic Behavior, International Journal of Game Theory et des Annales d’Économie et de Statistiques. 

## Recherche
Nicolas Vieille travaille en théorie des jeux stochastiques. Il a notamment démontré l'existence d'états d'équilibre dans les jeux stochastiques à deux personnes.

## Prix et distinctions
En 2003, il est récipiendaire du Prix Frederick W. Lanchester pour ses travaux en théorie des jeux stochastique, et plus spécialement pour trois travaux parus dans Israel Journal of Mathematics (vol. 119, 2000) concernant les généralisations, introduites en 1953 par Lloyd Shapley, des processus de décision markoviens.

## Publications
- « Two-Player Stochastic Games I: A Reduction, II: The Case of Recursive Games », Israel J. of Mathematics, vol. 119, 2000, p. 55-91 et 93-126.
- « Small Perturbations and Stochastic Games », Israel J. of Mathematics, vol. 119, 2000, p. 127-142.
- « Stochastic games: Recent results », dans: Handbook of Game Theory, Amsterdam, Elsevier Science, 2002, p. 1833–1850.
- (avec Eilon Solan), « Computing uniformly optimal strategies in two-player stochastic games », Economic Theory, vol. 42, 2010, p. 237-253.